# Cantó de Colombes-1
El cantó de Colombes-1 és un cantó francès del departament dels Alts del Sena, situat al districte de Nanterre. Creat amb la reorganització cantonal del 2015.

## Municipis
- Colombes (en part)